# 光华门站 (中国铁路)
光华门站是位于江苏省南京市秦淮区的一个铁路车站，有宁铜铁路经过，距离南京西站31公里，邮政编码210007。车站建于1935年，隶属中国铁路上海局集团有限公司南京东直属站，办理货运业务，每日有往来南京东站的小运转列车；不办理客运业务。车站设有1条正线、2条到发线，另设有通往05单位南京物资供应站和南京燃料实业有限公司的专用线。宁芜铁路南京市区段改线工程实施后，本站将被撤销。